# Hal Varian
Hal Ronald Varian (18 de marzo de 1947, Wooster, Ohio) es un economista estadounidense especializado en microeconomía y economía de la información.
Actualmente se encuentra en excedencia en la Universidad de California en Berkeley, y trabaja como economista en jefe en Google. Ha escrito dos libros best-sellers de economía, Microeconomía Intermedia, un manual de referencia para estudiantes de economía con nivel intermedio, y Análisis Microeconómico, un libro avanzado. Junto con Carl Shapiro, escribió Information Rules: A Strategic Guide to the Network Economy yThe Economics of Information Technology: An Introduction.
En el año 2002, fue contratado por la empresa Google como consultor, y también para trabajar en el diseño de anuncios publicitarios, econometría, finanzas, estrategia corporativa y política pública. 
Varian tiene una maestría en matemáticas por el MIT y un doctorado en economía por la Universidad de California en Berkley. Ha sido profesor en MIT, la Universidad de Stanford, Universidad de Oxford y Universidad de Míchigan, entre otras. Varian tiene dos doctorados honoríficos por la University of Oulu, Finlandia y por la Karlsruhe Institute of Technology (KIT), de Alemania.
Varian publica regularmente artículos en el New York Times y Wall Street Journal.